# Hertogdom Beieren (-1255)
Het hertogdom Beieren was aanvankelijk een van de stamhertogdommen in Duitsland, het land van de Bajuwaren of Bavarii.
Het gebied omvatte het grootste deel van het huidige Beieren, Tirol in Oostenrijk en Zuid-Tirol in Noord-Italië. Regensburg was zowel de hoofdstad van de Bajuwaren als die van het hertogdom Beieren, maar ook die van het Oost-Frankische Rijk.

## Het eerste stamhertogdom
Beieren ontstond toen een Germaanse stam, de Bajuwaren, in de 6e eeuw n.Chr., het gebied aan de bovenloop van de Donau binnenviel en er een hertogdom stichtte onder de Agilolfingen. In naam waren de Beieren christenen, maar pas na de komst van priesters uit het Iers-Gallische westen ontstond er een geloofsleven. Bonifatius werd ondersteund door hertog Odilo (734-748) en reorganiseerde of stichtte de bisdommen Regensburg, Salzburg, Freising en Passau. Hertog Tassilo III (748-788) maakte zich los van het Frankische Rijk en onderwierp de Slavische stammen in het Alpengebied. In 788 werd Tassilo door Karel de Grote afgezet en het stamhertogdom ingelijfd bij het Frankische Rijk.
Bij de opdeling van het Frankische Rijk in 843 in het Verdrag van Verdun kwam Beieren ongedeeld bij het Oost-Frankische Rijk onder Lodewijk de Duitser. Binnen het Oost-Frankische Rijk was Beieren het kernland van de koningen en dus het territorium van hun reëel gezag.

## Het tweede stamhertogdom Beieren (907)

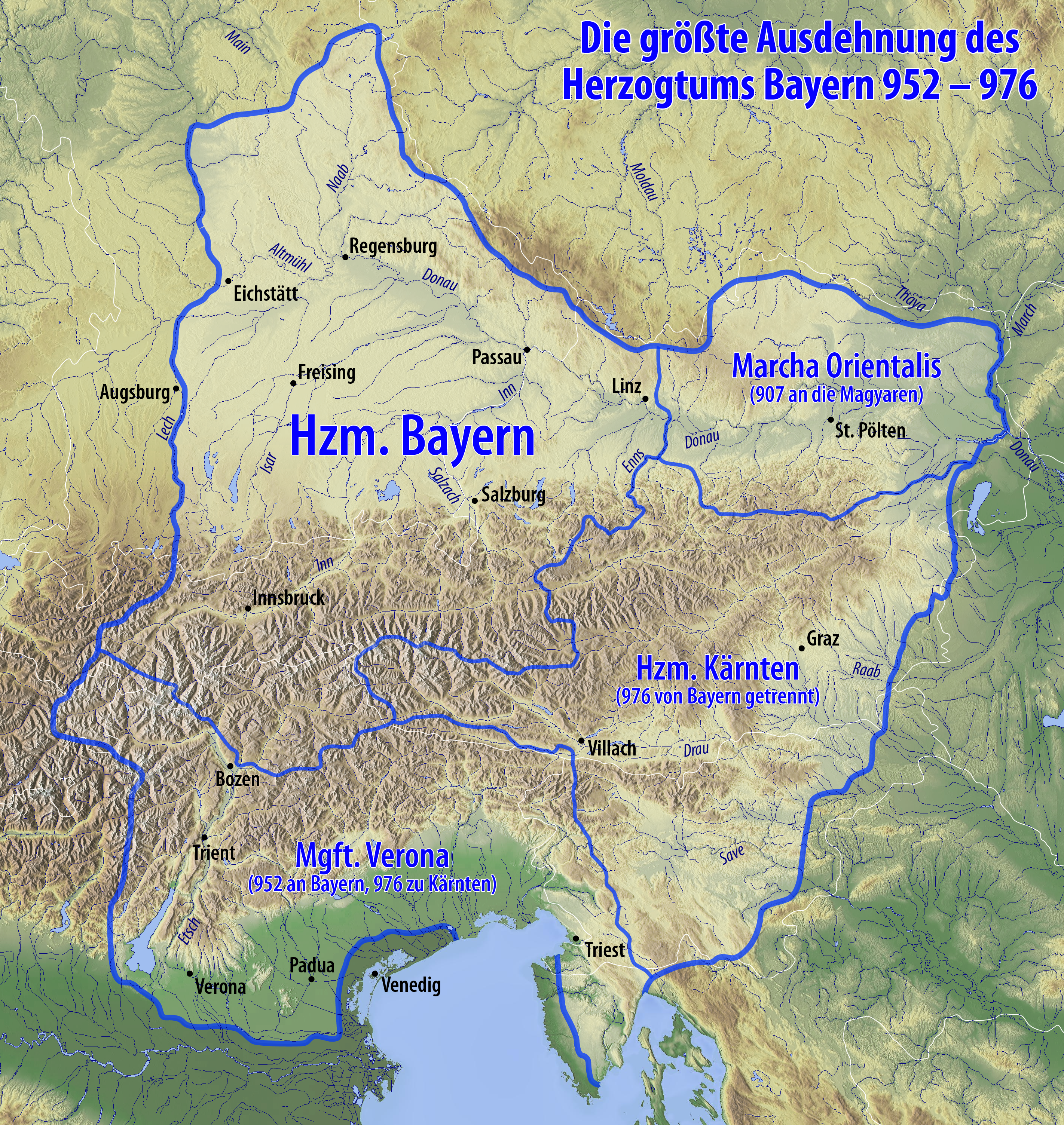
Beieren in de 10e eeuw.

Onder de laatste Karolingen verzwakte het centrale gezag sterk, zodat de Beierse stam het heft weer in eigen handen kon nemen. Markgraaf Luitpold van Karinthië verwierf veel invloed. Zijn zoon Arnulf (907-937) noemde zich hertog van de Beieren en de aangrenzende gebieden. In 920 was Arnulf zelfs tegenkoning van koning Hendrik I.
De herhaalde rooftochten van de Hongaren, onder meer door de veldheer Arpàd, verzwakten Beieren en zijn hertogskroon. In 938 kon het koninklijk Duitse gezag in Beieren hersteld worden. In 947 werd de dynastie van Luitpold bovendien op een zijspoor gezet en benoemde koning Otto I zijn broer Hendrik tot hertog. Hiermee was een zijtak van het Saksische keizershuis op de hertogelijke troon gekomen. 
Onder hertog Hendrik II ontstond er een strijd met zijn neef keizer Otto II. Keizer Otto II kreeg zijn zin. Hij trok het grondgebied van Beieren feitelijk in stukken (976). Hierbij werd Karinthië van Beieren losgemaakt en tot het afzonderlijk hertogdom Karinthië verheven. Ook Leopold I van Babenberg werd beloond door keizer Otto II (976) en verkreeg het markgraafschap Oostenrijk, wat hij onafhankelijk van Beieren bestuurde. 
Hertog Hendrik IV van Beieren werd in 1002 als Hendrik II keizer. Hiermee kwam een einde aan de zelfstandigheid van het hertogdom. Keizer Hendrik IV droeg het hertogdom Beieren in 1070 over aan de Zwabisch-Italiaanse dynastie der Welfen. Onder deze dynastie werd Beieren weer een belangrijke politieke macht. In 1137 verwierf hertog Hendrik X ook het hertogdom Saksen en verder uitgestrekte bezittingen in Toscane. Na de verkiezing van hertog Koenraad van Zwaben tot koning in 1138 brak de strijd tussen de twee machtige vorsten uit. In 1139 ontnam de koning Hendrik zijn Beierse hertogdom en verleende het aan zijn halfbroer Leopold van Babenberg, markgraaf van Oostenrijk. In 1156 kreeg de Welf Hendrik de Leeuw het hertogdom Beieren terug in een verkleinde vorm: het markgraafschap Oostenrijk werd verheven tot het hertogdom Oostenrijk.

## Het hertogdom Beieren onder het huis Wittelsbach (1180)
In 1180 werd Hendrik de Leeuw, hertog van Beieren en Saksen, door de keizer afgezet en verbannen. Stiermarken werd vervolgens losgemaakt van Beieren en tot een afzonderlijk hertogdom verheven. Het verkleinde hertogdom Beieren werd overgedragen aan Otto van Wittelsbach. Zijn nakomelingen zouden tot 1918 Beieren blijven regeren.